# Alvin Hansen
Alvin Harvey Hansen (Viborg, 23 augustus 1887 - Alexandria, 6 juni 1975), vaak aangeduid als "de Amerikaanse Keynes", was hoogleraar economie aan de Harvard-universiteit en een veel gelezen auteur over actuele economische kwesties. Hansen was een invloedrijke adviseur van de regering en droeg bij aan de oprichting van de  Raad van Economische Adviseurs en het Amerikaanse sociale zekerheidssysteem. Hij is vooral bekend door zijn rol in de jaren 1930 bij het invoeren van de Keynesiaanse economie in de Verenigde Staten. Beter dan wie ook legde hij de ideeën belichaamd in Keynes' The General Theory uit en breidde die uit.  In 1967 sprak Paul McCracken, de voorzitter van de Raad van Economische Adviseurs, Hansen als volgt toe: "Het is een feit dat u het denken van de natie over economisch beleid diepgaander dan enige andere econoom in deze eeuw hebt beïnvloed."

## Publicaties
- Shifting the War Burden (mit L.H. Haney, 1921, The American Economic Review (AER))
- Cycles of Strikes (1921, AER)
- Business Cycle Theory (1927)
- A Fundamental Error in Keynes's Treatise (1932, AER)
- Economic Stabilisation in an Unbalanced World (1932)
- Mr. Keynes on Underemployment Equilibrium (1936, Journal of Political Economy (JPE))
- Full Recovery or Stagnation (1938)
- Economic Progress and Declining Population Growth (1939, AER)
- Fiscal Policy and Business Cycles (1941)
- Economic Policy and Full Employment (1946)
- Some Notes on Terborgh's "The Bogey of Economic Maturity" (1946, REStat)
- Dr. Burns on Keynesian Economics (1947, RES)
- The General Theory (1947)
- Keynes on Economic Policy (1947)
- Monetary Theory and Fiscal Policy (1949)
- The Pigouvian Effect (1951, JPE)
- A Guide to Keynes (1953)
- The Dollar and the International Monetary System (1965)

- Bibliothèque nationale de France: cb12298602x (data)
- Catàleg d'autoritats de noms i títols de Catalunya: 981058515962506706
- CiNii: DA00977742
- Gemeinsame Normdatei: 124441424
- International Standard Name Identifier: 0000 0001 1668 6850
- Library of Congress Control Number: n79118940
- Nationale Bibliotheek van Letland: 000051318
- Mathematics Genealogy Project: 208351
- National Archives and Records Administration: 10581920
- Bibliotheek van het Japanse parlement: 00522382
- Nationale Bibliotheek van Tsjechië: mzk2005269647
- Nationale Bibliotheek van Israël: 987007275426105171
- Nederlandse Thesaurus van Auteursnamen: 072168986
- Istituto Centrale per il Catalogo Unico: CFIV029688
- LIBRIS: 303149
- SNAC: w6rn3t8v
- Système universitaire de documentation: 03184653X
- Trove: 1200810
- Virtual International Authority File: 71455843
- WorldCat: E39PBJgt9bVv7qbDFrTCVqPvpP